# ドン・ロドリゴ日本見聞録
『ドン・ロドリゴ日本見聞録』（ドン・ロドリゴにほんけんぶんろく）とは、スペインのフィリピン臨時総督ロドリゴ・デ・ビベロが執筆した書物。江戸時代初期に遭難して日本に漂着した際の見聞をまとめたものである。

## 概要
1609年（慶長14年）9月、ロドリゴ・デ・ビベロが帰国のためフィリピンからヌエバ・エスパーニャ（現在のメキシコ）のアカプルコへ向かう途中、遭難して日本に漂着し、約1年間日本に滞在することになった際の記録である。1857年に初めて公刊された。日本では、『大日本史料』第12編第6冊（慶長14年9月条、658-677頁）と第7冊（慶長15年5月4日条、231-241頁）に原文と村上直次郎による抄訳が抄録されたのち、1929年、村上による完訳が、『ドン・ロドリゴ日本見聞録』と題して公刊されている。

## ロドリゴ・デ・ビベロの「万世一系」論
16-17世紀のヨーロッパ人も、中国人と同様、日本人の万世一系の皇統とその異例な古さという観念を受け入れた。『日本書紀』は、神武天皇が帝国を創建した紀元前660年の第一月第一日を王朝の起点とした。聖徳太子は、この日付を初めて定式化した。その日本建国の日付を西暦に計算しなおして紀元前660年としたのは、ヨーロッパ人である。
『ドン・ロドリゴ日本見聞録』には、日本人について以下のように記述されている。
当時の天皇は後水尾天皇で、皇統譜によれば108代目にあたる。

## 日本語訳
以下の日本語訳がある。
- ドン・ロドリゴ; ビスカイノ; 村上直次郎訳註『ドン・ロドリゴ日本見聞録 ビスカイノ金銀島探検報告』駿南社〈異国叢書〉、1929年。 - セバスティアン・ビスカイノの『金銀島探検報告』との合本。のち奥川書房（1941年）、雄松堂書店（1966年）、雄松堂出版（2005年、ISBN 4-8419-3022-1）から再刊。
- ロドリゴ・デ・ビベロ; 大垣貴志郎監訳 著、JT中南米学術調査プロジェクト 編『日本見聞記 1609年』たばこと塩の博物館、1993年12月。 - 原文も収録。
- フアン・ヒル 著、平山篤子 訳『イダルゴとサムライ――16・17世紀のイスパニアと日本』法政大学出版局〈叢書・ウニベルシタス〉、2000年12月。ISBN 4-588-00693-2。 - フアン・ヒル（スペイン語版）による校訂版「ドン・ロドリゴ・デ・ビベロの旅行報告書」全文を収録。